# Convocazioni al campionato europeo femminile di pallavolo 2013
Elenco delle giocatrici convocate per il campionato europeo 2013.

## Azerbaigian
| N° | Nome                 | Ruolo | Data di nascita   | Squadra            |
| -- | -------------------- | ----- | ----------------- | ------------------ |
| -  | Faig Garayev         | All   | -                 | -                  |
| 2  | Ksenija Kovalenko    | C     | 21 novembre 1986  | Azərreyl           |
| 3  | Anastasija Artem'eva | O     | 4 dicembre 1989   | Azəryol            |
| 5  | Odina Əliyeva        | S     | 22 maggio 1990    | Azəryol            |
| 6  | Ayşən Əbdüləzimova   | C     | 11 aprile 1993    | Lokomotiv Biləcəri |
| 7  | Elena Parchomenko    | C     | 11 settembre 1982 | Azəryol            |
| 8  | Natavan Gasimova     | P     | 8 luglio 1985     | Azəryol            |
| 9  | Natalija Kazka       | S     | 2 dicembre 1984   | Omička             |
| 12 | Valeriya Korotenko   | L     | 29 gennaio 1984   | Azərreyl           |
| 15 | Aynur Kərimova       | C     | 7 dicembre 1988   | Azəryol            |
| 16 | Oksana Kiselyova     | L     | 30 maggio 1992    | Azəryol            |
| 17 | Polina Rəhimova      | O     | 5 giugno 1990     | Azərreyl           |
| 18 | Shafagat Habibova    | P     | 3 agosto 1991     | Azəryol            |

## Belgio
| N° | Nome              | Ruolo | Data di nascita   | Squadra             |
| -- | ----------------- | ----- | ----------------- | ------------------- |
| -  | Gert Vande Broek  | All   | -                 | Asteríx Kieldrecht  |
| 1  | Nina Coolman      | S     | 25 gennaio 1991   | Asteríx Kieldrecht  |
| 2  | Britt Ruysschaert | L     | 27 maggio 1994    | Asteríx Kieldrecht  |
| 3  | Frauke Dirickx    | P     | 3 gennaio 1980    | Dąbrowa Górnicza    |
| 4  | Valérie Courtois  | L     | 1º novembre 1990  | Oudegem             |
| 5  | Laura Heyrman     | C     | 17 maggio 1993    | Dresdner            |
| 6  | Charlotte Leys    | S     | 18 marzo 1989     | Dąbrowa Górnicza    |
| 9  | Freya Aelbrecht   | C     | 10 febbraio 1990  | RC Cannes           |
| 10 | Lise Van Hecke    | S/O   | 1º luglio 1992    | Robur Tiboni Urbino |
| 11 | Els Vandesteene   | S     | 30 maggio 1987    | Fischbek            |
| 12 | Angelina Bland    | C     | 26 aprile 1984    | Alemannia           |
| 14 | Hélène Rousseaux  | S     | 25 settembre 1991 | Muszyna             |
| 16 | Jasmien Biebauw   | P     | 23 settembre 1990 | Oudegem             |
| 17 | Ilka van de Vyver | P     | 26 gennaio 1993   | RC Cannes           |
| 19 | Lore Gillis       | S/O   | 29 novembre 1988  | Oudegem             |

## Bielorussia
| N° | Nome                    | Ruolo | Data di nascita   | Squadra             |
| -- | ----------------------- | ----- | ----------------- | ------------------- |
| -  | Viktar Hancharou        | All   | -                 | -                   |
| 1  | Marina Tumas            | S/O   | 17 settembre 1984 | İlbank              |
| 2  | Ol'ha Pal'čevskaja      | P     | 6 dicembre 1984   | Lokomotiv Baku      |
| 4  | Hanna Kalinoŭskaja      | C     | 17 maggio 1985    | Suhl                |
| 5  | Vera Klimovič           | C     | 29 aprile 1988    | Lokomotiv Baku      |
| 6  | Anastasija Harėlik      | S     | 20 marzo 1991     | Minčanka            |
| 7  | Anna Shevchenko         | C     | 14 gennaio 1979   | Minčanka            |
| 9  | Natallia Tsupranava     | P     | 28 luglio 1988    | Neman Grodno        |
| 10 | Ol'ha Pavljukovskaja    | L     | 13 luglio 1988    | Politechnika Śląska |
| 12 | Nadzeja Malasaj         | C     | 14 dicembre 1990  | Atlant Baranoviči   |
| 13 | Viktoryia Yemialyanchyk | S/O   | 30 gennaio 1989   | Almatı              |
| 14 | Alena Burak             | L     | 3 luglio 1993     | Minčanka            |
| 15 | Tat'jana Markevič       | S     | 25 marzo 1988     | RC Cannes           |
| 16 | Anzhelika Barysevich    | C     | 20 luglio 1995    | Neman Grodno        |
| 17 | Kryscina Michajlenka    | O     | 23 marzo 1992     | Legionovia          |

## Bulgaria
| N° | Nome                | Ruolo | Data di nascita   | Squadra        |
| -- | ------------------- | ----- | ----------------- | -------------- |
| -  | Marcello Abbondanza | All   | 24 agosto 1970    | Rabitə Baku    |
| 1  | Diana Nenova        | P     | 16 aprile 1985    | CSKA Mosca     |
| 2  | Desislava Nikolova  | S/O   | 21 dicembre 1991  | Soverato       |
| 4  | Lora Kitipova       | P     | 19 maggio 1991    | MTV Stoccarda  |
| 5  | Dobriana Rabadžieva | S     | 14 giugno 1991    | Rabitə Baku    |
| 6  | Cvetelina Zarkova   | C     | 18 dicembre 1986  | Prostějov      |
| 7  | Gabriela Koeva      | C     | 25 luglio 1989    | Beşiktaş       |
| 11 | Hristina Ruseva     | C     | 1º ottobre 1990   | Telekom Baku   |
| 12 | Marija Karakaševa   | S     | 27 ottobre 1988   | CSM Bucarest   |
| 13 | Marija Filipova     | L     | 10 settembre 1982 | Lokomotiv Baku |
| 14 | Slavina Koleva      | S     | 22 novembre 1986  | CSKA Sofia     |
| 15 | Žana Todorova       | L     | 6 gennaio 1997    | Marica         |
| 16 | Elica Vasileva      | S     | 13 maggio 1990    | Campinas       |
| 17 | Strašimira Filipova | C     | 18 agosto 1985    | Uraločka       |
| 18 | Emilija Nikolova    | S/O   | 26 dicembre 1991  | Imoco          |

## Croazia
| N° | Nome            | Ruolo | Data di nascita  | Squadra       |
| -- | --------------- | ----- | ---------------- | ------------- |
| -  | Igor Lovrinov   | All   | 21 luglio 1963   | -             |
| 1  | Senna Ušić      | S     | 14 maggio 1986   | Eczacıbaşı    |
| 2  | Ana Grbac       | P     | 23 marzo 1988    | Busto Arsizio |
| 6  | Mira Topić      | S     | 2 giugno 1983    | Tjumen        |
| 7  | Bernarda Ćutuk  | C     | 22 dicembre 1990 | Potsdam       |
| 8  | Mia Jerkov      | S     | 5 dicembre 1982  | Bursa BB      |
| 10 | Ivana Miloš     | C     | 7 marzo 1986     | Forlì Bologna |
| 11 | Sanja Popović   | S/O   | 31 maggio 1984   | Muszyna       |
| 13 | Samanta Fabris  | S/O   | 8 dicembre 1992  | Chieri Torino |
| 15 | Bernarda Brčić  | P     | 12 maggio 1991   | HAOK Rijeka   |
| 16 | Martina Malević | L     | 7 dicembre 1990  | HAOK Mladost  |
| 17 | Jelena Alajbeg  | S/O   | 1º ottobre 1989  | Severstal     |
| 18 | Maja Poljak     | C     | 2 maggio 1983    | Eczacıbaşı    |

## Francia
| N° | Nome               | Ruolo | Data di nascita  | Squadra            |
| -- | ------------------ | ----- | ---------------- | ------------------ |
| -  | Fabrice Vial       | All   | 18 aprile 1969   | -                  |
| 1  | Myriam Kloster     | C     | 4 agosto 1989    | Venelles           |
| 2  | Astrid Souply      | S     | 21 luglio 1993   | Amiens             |
| 4  | Christina Bauer    | C     | 1º gennaio 1988  | Busto Arsizio      |
| 7  | Alexandra Jupiter  | S/O   | 11 marzo 1990    | Criollas de Caguas |
| 8  | Leyla Tuifua       | P     | 17 ottobre 1986  | Venelles           |
| 9  | Anna Rybaczewski   | S     | 23 marzo 1982    | ASPTT Mulhouse     |
| 10 | Maëva Orlé         | C     | 8 maggio 1991    | Le Cannet          |
| 12 | Déborah Ortschitt  | L     | 10 giugno 1987   | ASPTT Mulhouse     |
| 14 | Mallory Steux      | P     | 24 ottobre 1988  | Le Cannet          |
| 16 | Hélène Schleck     | S/O   | 13 maggio 1986   | Béziers            |
| 17 | Élisabeth Fedèle   | S     | 11 gennaio 1994  | Le Cannet          |
| 18 | Alexandra Rochelle | L     | 14 dicembre 1983 | Béziers            |

## Germania
| N° | Nome                | Ruolo | Data di nascita   | Squadra         |
| -- | ------------------- | ----- | ----------------- | --------------- |
| -  | Giovanni Guidetti   | All   | 20 settembre 1972 | VakıfBank       |
| 1  | Lenka Dürr          | L     | 10 dicembre 1990  | Vilsbiburg      |
| 2  | Kathleen Weiß       | P     | 2 febbraio 1984   | Bergamo         |
| 3  | Denise Hanke        | P     | 31 agosto 1989    | Schweriner      |
| 4  | Maren Brinker       | S     | 10 luglio 1986    | Busto Arsizio   |
| 5  | Anja Brandt         | C     | 15 febbraio 1990  | Schweriner      |
| 6  | Jennifer Geerties   | S     | 5 aprile 1994     | Olympia Berlino |
| 7  | Jana Franziska Poll | S     | 7 maggio 1988     | MTV Stoccarda   |
| 9  | Corina Ssuschke     | C     | 9 maggio 1983     | Lokomotiv Baku  |
| 11 | Christiane Fürst    | C     | 29 marzo 1985     | VakıfBank       |
| 12 | Heike Beier         | S     | 9 dicembre 1983   | Casalmaggiore   |
| 13 | Saskia Hippe        | S/O   | 16 gennaio 1991   | Prostějov       |
| 14 | Margareta Kozuch    | S/O   | 30 ottobre 1986   | Busto Arsizio   |
| 15 | Lisa Thomsen        | L     | 20 agosto 1985    | Schweriner      |
| 20 | Lisa Izquierdo      | S     | 29 agosto 1989    | Dresdner        |

## Italia
| N° | Nome                 | Ruolo | Data di nascita  | Squadra           |
| -- | -------------------- | ----- | ---------------- | ----------------- |
| -  | Marco Mencarelli     | All   | 23 febbraio 1963 | -                 |
| 1  | Indre Sorokaite      | S/O   | 5 luglio 1988    | Azərreyl          |
| 2  | Cristina Barcellini  | S     | 20 novembre 1986 | Imoco             |
| 3  | Noemi Signorile      | P     | 15 febbraio 1990 | Robursport Pesaro |
| 4  | Letizia Camera       | P     | 1º ottobre 1992  | Imoco             |
| 6  | Monica De Gennaro    | L     | 8 gennaio 1987   | Robursport Pesaro |
| 7  | Martina Guiggi       | C     | 1º maggio 1984   | River             |
| 9  | Caterina Bosetti     | S     | 2 febbraio 1994  | Villa Cortese     |
| 10 | Raphaela Folie       | C     | 7 marzo 1991     | Villa Cortese     |
| 13 | Valentina Arrighetti | C     | 26 gennaio 1985  | Busto Arsizio     |
| 16 | Lucia Bosetti        | S     | 9 luglio 1989    | River             |
| 17 | Valentina Diouf      | S/O   | 10 gennaio 1993  | Bergamo           |
| 18 | Carolina Costagrande | S     | 15 ottobre 1980  | Guangdong Hengda  |
| 19 | Cristina Chirichella | C     | 10 febbraio 1994 | Robursport Pesaro |
| 20 | Alessia Gennari      | L     | 3 novembre 1991  | Chieri Torino     |

## Paesi Bassi
| N° | Nome               | Ruolo | Data di nascita   | Squadra        |
| -- | ------------------ | ----- | ----------------- | -------------- |
| -  | Gido Vermeulen     | All   | 6 ottobre 1964    | -              |
| 2  | Femke Stoltenborg  | P     | 30 luglio 1991    | Fischbek       |
| 3  | Yvon Beliën        | C     | 28 dicembre 1993  | Weert          |
| 4  | Celeste Plak       | S     | 26 ottobre 1995   | Alterno        |
| 5  | Robin de Kruijf    | C     | 5 maggio 1991     | Dresdner       |
| 6  | Maret Grothues     | S     | 16 settembre 1988 | Lokomotiv Baku |
| 7  | Quinta Steenbergen | C     | 2 aprile 1985     | Schweriner     |
| 8  | Judith Pietersen   | S/O   | 3 luglio 1989     | Dresdner       |
| 11 | Anne Buijs         | S     | 2 febbraio 1991   | Schweriner     |
| 12 | Manon Flier        | S/O   | 8 febbraio 1984   | Azərreyl       |
| 14 | Laura Dijkema      | P     | 18 febbraio 1990  | Münster        |
| 16 | Kim Renkema        | S     | 26 agosto 1987    | Pavia          |
| 19 | Kirsten Knip       | L     | 14 settembre 1992 | Sliedrecht     |

## Polonia
| N° | Nome                 | Ruolo | Data di nascita   | Squadra              |
| -- | -------------------- | ----- | ----------------- | -------------------- |
| -  | Peter Makowski       | All   | 23 settembre 1968 | Łuczniczka Bydgoszcz |
| 1  | Dorota Medyńska      | L     | 25 aprile 1993    | Impel                |
| 2  | Maja Tokarska        | C     | 22 gennaio 1991   | Dąbrowa Górnicza     |
| 3  | Karolina Kosek       | S     | 28 giugno 1985    | Yeşilyurt            |
| 7  | Joanna Kaczor        | S/O   | 16 settembre 1984 | Dąbrowa Górnicza     |
| 8  | Zuzanna Efimienko    | C     | 8 agosto 1989     | Imoco                |
| 9  | Ewelina Sieczka      | S     | 26 gennaio 1988   | BKS                  |
| 11 | Kinga Kasprzak       | S     | 12 giugno 1987    | Muszyna              |
| 12 | Milena Sadurek       | P     | 18 ottobre 1984   | Azərreyl             |
| 13 | Paulina Maj          | L     | 22 marzo 1987     | Muszyna              |
| 14 | Joanna Wołosz        | P     | 7 aprile 1990     | BKS                  |
| 15 | Agnieszka Kąkolewska | C     | 18 ottobre 1994   | SMS PZPS Sosnowiec   |
| 17 | Katarzyna Skowrońska | S/O   | 30 giugno 1983    | Guangdong Hengda     |
| 18 | Katarzyna Wellna     | S/O   | 22 marzo 1985     | Impel                |
| 19 | Monika Martałek      | C     | 14 maggio 1990    | PTPS                 |

## Rep. Ceca
| N° | Nome                | Ruolo | Data di nascita   | Squadra          |
| -- | ------------------- | ----- | ----------------- | ---------------- |
| -  | Carlo Parisi        | All   | 8 marzo 1960      | Busto Arsizio    |
| 1  | Andrea Kossányiová  | S     | 6 agosto 1993     | Prostějov        |
| 2  | Eva Hodanová        | S     | 18 dicembre 1993  | Olymp Praha      |
| 3  | Kristýna Pastulová  | C     | 22 ottobre 1985   | Antares          |
| 4  | Aneta Havlíčková    | S/O   | 22 dicembre 1990  | Lokomotiv Baku   |
| 5  | Julie Jášová        | L     | 14 settembre 1987 | Fischbek         |
| 6  | Lucie Smutná        | P     | 14 aprile 1991    | Köpenicker       |
| 9  | Michaela Hasalíková | C     | 8 aprile 1984     | Lokomotiv Baku   |
| 11 | Veronika Dostálová  | L     | 7 aprile 1992     | Olymp Praha      |
| 13 | Tereza Vanžurová    | S/O   | 4 aprile 1991     | AGIL             |
| 17 | Ivana Plchotová     | C     | 28 ottobre 1982   | Dąbrowa Górnicza |
| 18 | Pavla Vincourová    | P     | 12 novembre 1992  | Prostějov        |
| 20 | Michaela Mlejnková  | S     | 26 luglio 1996    | Olymp Praha      |

## Russia
| N° | Nome                   | Ruolo | Data di nascita  | Squadra          |
| -- | ---------------------- | ----- | ---------------- | ---------------- |
| -  | Jurij Maričev          | All   | -                | -                |
| 3  | Dar'ja Stoljarova      | S     | 29 marzo 1990    | Zareč'e Odincovo |
| 4  | Irina Zarjažko         | C     | 4 ottobre 1991   | Uraločka         |
| 5  | Aleksandra Pasynkova   | S/O   | 14 aprile 1987   | Uraločka         |
| 6  | Anna Levčenko          | P     | 12 luglio 1981   | Severstal        |
| 7  | Svetlana Krjučkova     | L     | 21 febbraio 1985 | Dinamo Krasnodar |
| 8  | Natalija Hončarova     | S/O   | 1º giugno 1989   | Dinamo Mosca     |
| 10 | Ekaterina Pankova      | P     | 2 febbraio 1990  | Zareč'e Odincovo |
| 11 | Viktorija Rusakova     | S     | 23 ottobre 1988  | Uraločka         |
| 14 | Natal'ja Dianskaja     | C     | 7 marzo 1989     | Severstal        |
| 15 | Tat'jana Košeleva      | S     | 23 dicembre 1988 | Dinamo Mosca     |
| 16 | Julija Sedova          | C     | 8 gennaio 1985   | Dinamo Mosca     |
| 17 | Natal'ja Malych        | S/O   | 18 dicembre 1993 | Zareč'e Odincovo |
| 19 | Anna Malova            | L     | 16 aprile 1990   | Ufimočka         |
| 20 | Anastasija Šljachovaja | C     | 5 ottobre 1990   | Ufimočka         |

## Serbia
| N° | Nome                | Ruolo | Data di nascita | Squadra         |
| -- | ------------------- | ----- | --------------- | --------------- |
| -  | Zoran Terzić        | All   | 9 luglio 1966   | Omička          |
| 2  | Jovana Brakočević   | S/O   | 4 marzo 1988    | VakıfBank       |
| 3  | Sanja Malagurski    | S     | 8 giugno 1990   | Villa Cortese   |
| 4  | Bojana Živković     | P     | 29 marzo 1988   | Omička          |
| 5  | Nataša Krsmanović   | C     | 19 giugno 1985  | Rabitə Baku     |
| 6  | Tijana Malešević    | S     | 18 marzo 1991   | PTPS            |
| 7  | Brižitka Molnar     | S     | 28 luglio 1985  | Galatasaray     |
| 9  | Brankica Mihajlović | S     | 13 aprile 1991  | RC Cannes       |
| 10 | Maja Ognjenović     | P     | 6 agosto 1984   | Impel           |
| 11 | Stefana Veljković   | C     | 9 gennaio 1990  | Villa Cortese   |
| 12 | Jelena Nikolić      | S     | 13 aprile 1982  | VakıfBank       |
| 13 | Ana Bjelica         | S/O   | 9 luglio 1989   | Stella Rossa    |
| 16 | Milena Rašić        | C     | 25 ottobre 1990 | RC Cannes       |
| 18 | Suzana Ćebić        | L     | 9 novembre 1984 | Rabitə Baku     |
| 19 | Jasna Majstorović   | S     | 23 aprile 1984  | Tomis Constanța |

## Spagna
| N° | Nome                   | Ruolo | Data di nascita  | Squadra             |
| -- | ---------------------- | ----- | ---------------- | ------------------- |
| -  | Francisco Hervás       | All   | -                | -                   |
| 1  | Rocío Gómez            | S/O   | 30 dicembre 1987 | Farciennes          |
| 2  | Silvia Araco           | P     | 12 agosto 1989   | Haro                |
| 3  | María Isabel Fernández | C     | 6 settembre 1982 | Murillo             |
| 5  | Milagros Collar        | S/O   | 15 aprile 1988   | Le Cannet           |
| 6  | Ana Correa             | C     | 19 gennaio 1985  | Béziers             |
| 8  | Diana Sánchez          | S     | 7 marzo 1977     | Aguere              |
| 9  | Patricia Aranda        | P     | 27 giugno 1979   | Béziers             |
| 10 | Diana Castaño          | L     | 5 aprile 1983    | Dauphines Charleroi |
| 11 | Encarnación García     | C     | 4 ottobre 1979   | Murcia              |
| 15 | Mireya Delgado         | S     | 5 novembre 1991  | Calais              |
| 16 | Jéssica Rivero         | S/O   | 15 marzo 1995    | Haro                |
| 17 | María Segura           | S     | 10 giugno 1992   | Barcellona          |

## Svizzera
| N° | Nome               | Ruolo | Data di nascita  | Squadra             |
| -- | ------------------ | ----- | ---------------- | ------------------- |
| -  | Svetlana Ilić      | All   | 12 agosto 1972   | Dinamo Mosca        |
| 1  | Kristel Marbach    | P     | 14 novembre 1988 | Volero Zurigo       |
| 3  | Laura Sirucek      | S     | 5 aprile 1990    | Kanti               |
| 4  | Elena Steinemann   | S     | 8 dicembre 1994  | Kanti               |
| 5  | Martina Halter     | C     | 9 maggio 1994    | FC Lucerna          |
| 6  | Patricia Schauss   | C     | 14 maggio 1988   | Volero Zurigo       |
| 7  | Tabea Dalliard     | L     | 18 luglio 1994   | Franches-Montagnes  |
| 8  | Sandra Stocker     | C     | 26 dicembre 1987 | Neuchâtel           |
| 9  | Nadine Jenny       | L     | 13 giugno 1990   | Volero Zurigo       |
| 10 | Stéphanie Bannwart | P     | 11 gennaio 1991  | Sm'Aesch Pfeffingen |
| 11 | Mandy Wigger       | S/O   | 4 maggio 1987    | Köniz               |
| 12 | Mélanie Pauli      | L     | 5 maggio 1980    | Köniz               |
| 13 | Inès Granvorka     | S     | 13 agosto 1991   | Volero Zurigo       |
| 16 | Marina Kühner      | S     | 26 aprile 1991   | Köniz               |
| 17 | Laura Unternährer  | S     | 11 luglio 1993   | Volero Zurigo       |

## Turchia
| N° | Nome               | Ruolo | Data di nascita  | Squadra     |
| -- | ------------------ | ----- | ---------------- | ----------- |
| -  | Massimo Barbolini  | All   | 29 agosto 1964   | Galatasaray |
| 1  | Güldeniz Önal      | S     | 25 marzo 1986    | VakıfBank   |
| 2  | Aslı Kalaç         | C     | 13 dicembre 1995 | Yeşilyurt   |
| 3  | Gizem Güreşen      | L     | 14 gennaio 1987  | VakıfBank   |
| 4  | Birgül Güler       | S     | 2 maggio 1990    | Nilüfer     |
| 5  | Ergül Avcı         | C     | 24 luglio 1987   | VakıfBank   |
| 6  | Polen Uslupehlivan | S/O   | 27 agosto 1990   | VakıfBank   |
| 7  | Seda Tokatlıoğlu   | S/O   | 26 giugno 1986   | Fenerbahçe  |
| 8  | Bahar Toksoy       | C     | 6 febbraio 1988  | VakıfBank   |
| 9  | Özge Kırdar        | P     | 26 giugno 1985   | Eczacıbaşı  |
| 10 | Gözde Kırdar       | S     | 26 giugno 1985   | VakıfBank   |
| 11 | Naz Aydemir        | P     | 14 agosto 1990   | VakıfBank   |
| 12 | Dilara Bağcı       | L     | 2 febbraio 1994  | Bursa BB    |
| 16 | Büşra Cansu        | C     | 16 luglio 1990   | Eczacıbaşı  |
| 17 | Neslihan Demir     | S/O   | 9 dicembre 1983  | Eczacıbaşı  |